# 武洛
武洛，位於臺灣屏東縣里港鄉茄苳村，指稱擁有三百年歷史的客家聚落。歷史上曾有臺灣原住民馬卡道族古部落武洛社。武洛是六堆多處聚落的起源地，包含美濃、高樹、大路關等處，在台灣客家人拓墾史佔有重要地位。

## 歷史
武洛之名稱可溯至平埔族群鳳山八社武洛社。而據伊能嘉矩考據，清朝康熙時期的番界線位於武洛。康熙初期（1706年左右），來自廣東潮州鎮平（今蕉嶺縣）、程鄉（今梅縣）為主的客籍移民，包括鍾、曾、林、邱等姓氏，向平埔族群武洛社人承租土地開墾，墾成了下武洛庄，是當時屏東平原最北端的客家聚落。除了下武洛庄外，主體為來自漳州的閩南人也逐步進入開墾上武洛庄，兩庄鼎盛時達兩千餘戶。乾隆年間設有武洛汛，駐兵數名。
由於水患頻繁的發生、又遭受周圍福佬人、原住民族群威脅等因素，武洛的客家人不斷向外尋找新的土地開拓。乾隆元年（1736）右堆統領林桂山、林豐山兄弟，率領武洛庄族人共十六姓開墾瀰濃（今高雄市美濃區）。部分居民在乾隆初年（1737年左右）往東移墾成大路關庄（今高樹鄉廣福村）。乾隆三年（1738）原居武洛庄十八姓人家因東北方船斗庄東振租館招佃墾荒，乃移墾成東振新庄（今高樹鄉東興村）。
右堆的客家人以武洛為最早的根據地，持續往東方、北方開墾，許多居民他遷，武洛的規模反而縮小。瀰濃在乾隆年間移民漸多、戰鬥與防禦漸強後，逐漸取代武洛成為六堆中右堆的主要聚落。咸豐年間始建信仰中心福德祀（今福安宮），祭祀伯公。而至乾隆後期，屯番制將武洛社族人遷離此地，自此武洛幾無平埔族的存在。
西元1830年，規模較大的上武洛因水患廢庄，多數上武洛居民遷出而成新聚落，名為庄仔地（今里港鄉載興村）。故今日的武洛指稱的是客家村莊下武洛。武洛在日治時期原屬阿猴廳港西上里武洛庄，後隸於高雄州屏東郡里港庄武洛。戰後武洛被劃歸為里港鄉茄苳村，為該鄉唯一的客家聚落，目前武洛約有一百多戶，人口約為400人（2013年），約六成為鍾姓，另有陳、謝、林等較大姓氏。也因武洛周圍都是閩莊，當地的客家話混合了部份的閩南語成分，成為一種特殊腔調的客語方言島，稱為客家話武洛次方言。居民通行這種特殊的客語，也說閩南語。

## 外部連結
- Google武洛地圖
- 里港武洛福安宮建廟建廟十週年遶境大典[永久]